# Škoda Octavia WRC
De Škoda Octavia WRC is een rallyauto, gebaseerd op de Škoda Octavia en ingedeeld in de World Rally Car categorie, die door Škoda werd ingezet in het Wereldkampioenschap Rally, tussen het seizoen 1999 en 2003.